# Wereldkampioenschappen schaatsen afstanden 2012 - Ploegenachtervolging mannen
De ploegenachtervolging mannen op de wereldkampioenschappen schaatsen afstanden 2012 werd gereden op 25 maart 2012 in het ijsstadion Thialf in Heerenveen, Nederland.
De acht hoogst geklasseerde landen van de wereldbeker schaatsen 2011/2012 - Ploegenachtervolging mannen mochten deelnemen aan het WK; gastland Nederland was automatisch geplaatst ook indien het niet bij de top acht van de wereldbeker zou eindigen. Het Amerikaanse team (Davis, Kuck, Marsicano) verdedigde de titel en veroverde zilver, Nederland won het goud.

## Statistieken

### Uitslag
| #      | Land             | Naam                                                           | Tijd    |
| ------ | ---------------- | -------------------------------------------------------------- | ------- |
| Goud   | Nederland        | Jan Blokhuijsen Sven Kramer Koen Verweij                       | 3.41,43 |
| Zilver | Verenigde Staten | Shani Davis Brian Hansen Jonathan Kuck                         | 3.43,42 |
| Brons  | Rusland          | Denis Joeskov Jevgeni Lalenkov Ivan Skobrev                    | 3.43,62 |
| 4      | Canada           | Mathieu Giroux Lucas Makowsky Denny Morrison                   | 3.44,38 |
| 5      | Noorwegen        | Håvard Bøkko Kristian Reistad Fredriksen Sverre Lunde Pedersen | 3.46,33 |
| 6      | Duitsland        | Patrick Beckert Robert Lehmann Marco Weber                     | 3.46,48 |
| 7      | Zuid-Korea       | Joo Hyung-joon Ko Byung-wook Lee Seung-hoon                    | 3.47,18 |
| 8      | Polen            | Zbigniew Bródka Konrad Niedźwiedzki Jan Szymański              | 3.47,72 |

### Loting
| Rit |                  |            |
| --- | ---------------- | ---------- |
| 1   | Canada           | Noorwegen  |
| 2   | Polen            | Rusland    |
| 3   | Duitsland        | Nederland  |
| 4   | Verenigde Staten | Zuid-Korea |

2005 · 
2007 · 
2008 · 
2009 · 
2011 · 
2012 · 
2013 · 
2015 · 
2016 · 
2017 · 
2019 · 
2020 ·
2021 ·
2023 ·
2024 ·
2025